# James Bacon
Pour les articles homonymes, voir Bacon.
James Bacon est un acteur, journaliste et éditorialiste américain, né le 12 mai 1914 à Buffalo (New York) et mort à Los Angeles (Californie), le 18 septembre 2010.

## Filmographie
- 1969 : 80 Steps to Jonah (en) de Gerd Oswald : Hobo
- 1970 : Skullduggery de Gordon Douglas : commentateur
- 1970 : Le Virginien (TV) saison 9 épisode 04  (With love, bullets and valentines) : 2ème journaliste
- 1971 : Les Évadés de la planète des singes de Don Taylor : General Faulkner
- 1973 : Échec à l'organisation (The Outfit) de John Flynn : Bookie
- 1976 : Tunnel Vision (en) de Neal Israel et Bradley R. Swirnoff : Gene Scallion
- 1976 : La Loi de la haine (The Last Hard Men) d'Andrew V. McLaglen : député Jetfore
- 1976 : Haute Tension (en) (High Velocity) de Remi Kramer : Monroe
- 1977 : The Legend of Frank Woods (en) de Deno Paoli et Hagen Smith: Cowboy
- 1977 : Capricorn One de Peter Hyams : Reporter
- 1978 : Cat in the Cage de Tony Zarin Dast : capitaine de police
- 1978 : Sextette de Ken Hughes : reporter
- 1978 : Purgatoire (Mean Dog Blues) de Mel Stuart : Court Clerk
- 1978 : Le Commando des tigres noirs (Good Guys Wear Black) de Ted Post : sénateur
- 1978 : The One Man Jury (en) de Charles Martin (en) : Reporter
- 1979 : Half a House de Brice Mack : Jordan's client
- 1979 : Meteor de Ronald Neame : News Reporter
- 1980 : Détective comme Bogart de Robert Day : Reporter
- 1981 : Underground Aces (en) de Robert Butler : Bussinessman
- 1981 : Charlie Chan and the Curse of the Dragon Queen de" Clive Donner : Reporter
- 1986 : The Longshot (en) de Paul Bartel : Track Usher
- 1986 : Vasectomy: A Delicate Matter (en) de Robert Burge : Vet